# Імст (округ)
Бецирк Імст — округ Австрійської федеральної землі Тіроль. 

## Адміністративний поділ
Округ поділено на 24 громади:
- Арцль-ім-Пітцталь (2,987)
- Гаймінг (4,458)
- Імст (9,523)
- Імстерберг (747)
- Єрценс (1,029)
- Каррес (614)
- Каррестен (684)
- Ленгенфельд (4,326)
- Мімінг (3,458)
- Мільс-бай-Імст (548)
- Мец (1,242)
- Нассерайт (2,065)
- Обштайг (1,189)
- Ец (2,315)
- Ріц (2,126)
- Роппен (1,664)
- Санкт-Леонгард-ім-Пітцталь (1,466)
- Заутенс (1,427)
- Зільц (2,555)
- Зельден (4,252)
- Штамс (1,340)
- Тарренц (2,650)
- Умгаузен (3,100)
- Веннс (1,969)

## Демографія
Населення округу за роками за даними статистичного бюро Австрії

## Виноски
1. ↑  Statistik Austria. Архів оригіналу за 2 травня 2015. Процитовано 25 червня 2013.

| Австрія | Це незавершена стаття з географії Австрії. Ви можете допомогти проєкту, виправивши або дописавши її. |